# Leporinus platycephalus
Leporinus platycephalus is een straalvinnige vissensoort uit de familie van de kopstaanders (Anostomidae). De wetenschappelijke naam van de soort is voor het eerst geldig gepubliceerd in 1935 door Meinken.